# Hamatites
Els hamatites van ser els habitants cananeus d'Hamat, una ciutat situada al que ara és l'oest de Síria i el nord del Líban, durant el segon mil·lenni aC. Segons la Bíblia, eren descendents de Cam.